# Cer(III)-chlorid
Cer(III)-chlorid ist eine chemische Verbindung von Cer und Chlor.

## Eigenschaften

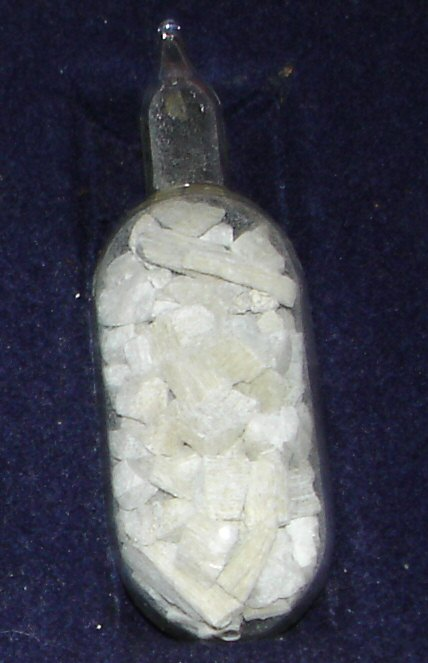
Cer(III)-chlorid

Es nimmt an feuchter Luft schnell Wasser auf und bildet verschiedene Hydrate wie Cer(III)-chlorid-Heptahydrat (CeCl3·7 H2O). Dieses kristallisiert triklin, Raumgruppe P1 (Raumgruppen-Nr. 2), mit den Gitterparametern a = 790,2 pm, b = 821,0 pm, c = 918,8 pm, α = 70,52°, β = 73,14° und γ = 81,66°.

## Verwendung
Cer(III)-chlorid kann als Ausgangsstoff zur Synthese anderer Cerverbindungen eingesetzt werden. Es kann ebenfalls als Lewis-Säure dienen, zum Beispiel als Katalysator für Friedel-Crafts-Acylierungen und zur Alkylierung von Ketonen. Möglich ist außerdem der Einsatz bei der Luche-Reduktionen und als Bestandteil von Detektor-Kristallen.